# Szilágyi Ferenc (történész)
Szilágyi Ferenc (Kolozsvár, 1797. április 14. – Budapest, 1876. május 20.) magyar történész, tanár, újságíró, az MTA levelező tagja, Szilágyi Ferenc teológiai tanár fia, Szilágyi Sándor történész (1827–1899) édesapja.

## Életrajza
Szilágyi Ferenc tanár és a genfi születésű Foulquier Mária fia. Kolozsváron 1803-tól 1815-ig tanult, egyszersmind a gróf Kuun és báró Bánffi házaknál nevelő volt. Iskoláit elvégezvén, köztanítói állásban a költészeti osztályt tanította. 1818 októberében Bécsbe, 1819 tavaszán Göttingenbe ment ismereteit gyarapítani; ahonnan 1820-ban visszatérve, ismét Bécsben időzött, majd 1821. július 8-án a kolozsvári református kollégiumban a történet és filológia tanára lett. Politikai elvei miatt 1848-ban elvesztette állását. Ekkor Pestre költözött és ott a szabadságharc leverése után az akkori császári és királyi teljhatalmú polgári biztos báró Gehringer Károly fölszólítására elvállalta a kormány közléseire szolgálandó Magyar Hírlap politikai napilap szerkesztését és e lapot 1849. november 15-én megindította és 1852 december végéig szerkesztette. A szerkesztői állástól elmozdított Szilágyit folyamodása következtében 1857. augusztus 6-án kinevezték a soproni kerületi iskolai tanácsosságra, mely hivatalában mint azon kerület protestáns fő- és középiskoláinak felügyelője az iskolai tanácsosságok 1861 októberében történt megszüntetéséig működött. Ekkor rendelkezési állapotba helyeztetvén, 1862. január 28-án nyugalmazták, majd Budára tette át lakását. Ezentúl egészen tudományos búvárlatainak és irodalmi munkásságának szentelte minden idejét; heteken át dolgozott a bécsi levéltárakban, még többet a budapestiekben; két ízben hosszasabban időzött Zsibón a báró Wesselényiek egyik ágának levéltárában. A Magyar Tudományos Akadémián 1865-től 1876-ig felolvasásaival tizenötször lépett föl, csaknem kizárólag Erdély 18. századi történelméből vett értekezéseivel; ezeknek kivonatai megjelentek az Akadémia Értesítőjében és részben külön is. A Magyar Tudományos Akadémián (a Magyar Tudós Társaság 1833. november 15-én választotta levelező tagjául) 1878. május 27-én Szabó Károly tartott fölötte emlékbeszédet.

## Művei
- Öröm és hálaadás érzése a reformatio harmadik százados ünnepén 1818. jan. 11. Kolozsvár, 1818. (2. kiadás atyjának Beszéde végén. Uo. 1818.).
- A fájdalom és háladatosság könynyei, templomi gyászénekekben, gróf Bánffy György… tiszteletére. Uo. szept. 15. 1822.
- A kolozsvári ev. ref. eklézsia történetei… Uo. okt. 3. 1829.
- Klio. Historiai zsebkönyv I-III. esztendő. Uo. 1832., 1833., 1836. I. 2. kiadás, térképpel. Uo. 1834.)
- Honoribus Ser. Princ. r. Francogallici, Henrici Carl. Ferd. ducis Bardogalensis… 1839. VI. Idus Jun. Uo.
- Excerpta e praecipuis historicis Latinis, cum selectis C. Plinii Caecilii Secundi epistolis. Uo. 1839. (Latin előbeszéddel és Plinius leveleit magyarázó jegyzetekkel).
- Erdély és az Unio. Nagy-Seben, 1848. (A két haza összekapcsolásának kivált Erdélyre nézve káros hatásáról. Álnévvel és Pest, 1861. neve alatt).
- Egyházi ünnepély Sopronban… Pest, 1863.
- Tudományos kutatás a vallásban. Uo. 1864.
- Az orleánsi szűz. Kolozsvár, 1865. Két képpel.
- A Hóra-világ. Buda, 1865.
- Egy lap Erdély legújabb történelméből. Emlékbeszéd, Tunyogi József kolozsvári ref. jogtanár fölött. Pest, 1867. (Akadémiai Értekezések a tört. tud. kör. I. 5. sz.).
- Cserey Heléna, id. b. Wesselényi Miklósné, a türelmi korszak vértanúja. Uo. 1868.
- A Heidelbergi Káté s a magyar és erdélyországi protestáns autonomia a 18-ik században. Uo. 1869.
- Zilah történelméből. Uo. 1870. (Értekezések a tört. tud. kör. I. 12. sz.).
- A Hóra-világ Erdélyben. Uo. 1871.
- Rajzok Erdély államéletéből a XVIII. században. Bpest, 1874. (Értek. a tört. tud. kör. III. 5. sz.).
- Ifjabb báró Wesselényi Miklós. Élet- és korrajz. Uo. 1876. (Értek. a tört. tud. kör. V. 2. sz.).
- Idősb b. Wesselényi Miklós. Élet- és korrajz Uo. 1876. (Értek. a tört. tud. kör. V. 5. sz.)
- A germanizálás történelméből a két magyar hazában II. József alatt. Uo. 1876. (Értek. a tört. tud. kör. VI. 4. sz.).

Szerkesztette 1831 utolsó negyedében az Erdélyi Híradót 1841. január 5-étől 1848. május 9-éig a Múlt és Jelen c. politikai hírlapot és melléklapját a Hon és Külföldet 1841-től 1848 márciusáig és a Gyermekbarátot 1843-1844-ben Kolozsvárt.

## Emlékezete
- Szabó Károly: Szilágyi Ferencz emlékezete.